# Sárga enyvescsészegomba
A sárga enyvescsészegomba (Guepiniopsis buccina) a Dacrymycetaceae családba tartozó, Eurázsiában, Észak és Dél-Amerikában honos, lombos fák elhalt ágain élő, nem ehető gombafaj.

## Megjelenése
A sárga enyvescsészegomba termőteste 2-8 mm széles, 2-5 mm magas, kis csészére vagy fordított kúpra emlékeztet, amely rövid, vastag nyélen ül. Felső, spóratermő felszíne sárga, sárgás-narancsos vagy narancsszínű, sima, lapos vagy kissé homorú. 
Külső oldala és nyele a tetejéhez hasonló színű vagy kissé halványabb, felszíne gyűrött, függőlegesen erezett. 
Húsa kocsonyás vagy puha gumiszerű, sárgás vagy narancsos színű. Szaga és íze nem jellegzetes.
Spórapora fehéres. Spórája ellipszis vagy némileg kolbász alakú, kissé hajlott, sima, éretten három szeptum fejlődik ki benne, mérete 12–15 x 5–6 µm. 

### Hasonló fajok
A citromsárga csészegombácska, az aranysárga koronggombácska vagy a narancsszínű gömbös-csészegomba hasonlít hozzá.

## Elterjedése és termőhelye
Eurázsiában, Észak- és Dél-Amerikában honos. 
Lombos fák pusztuló, vagy elhalt ágain, elsősorban mogyorón, mogyorós-gyertyános erdőben, világos lomberdők szélein található meg. Tavasszal és nyáron terem.

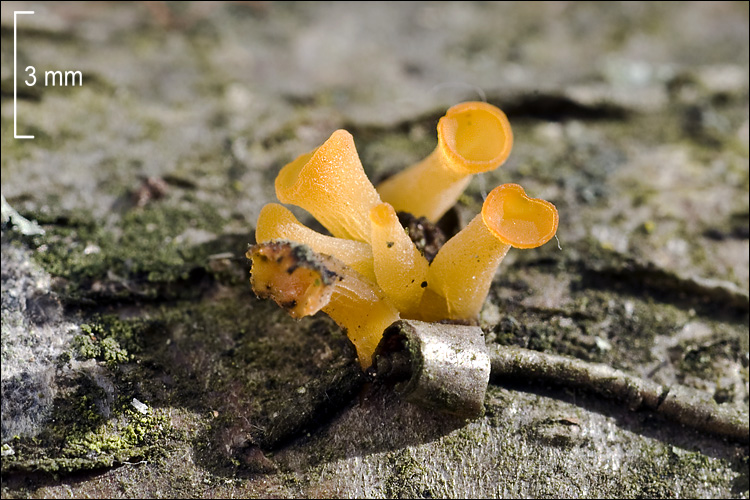
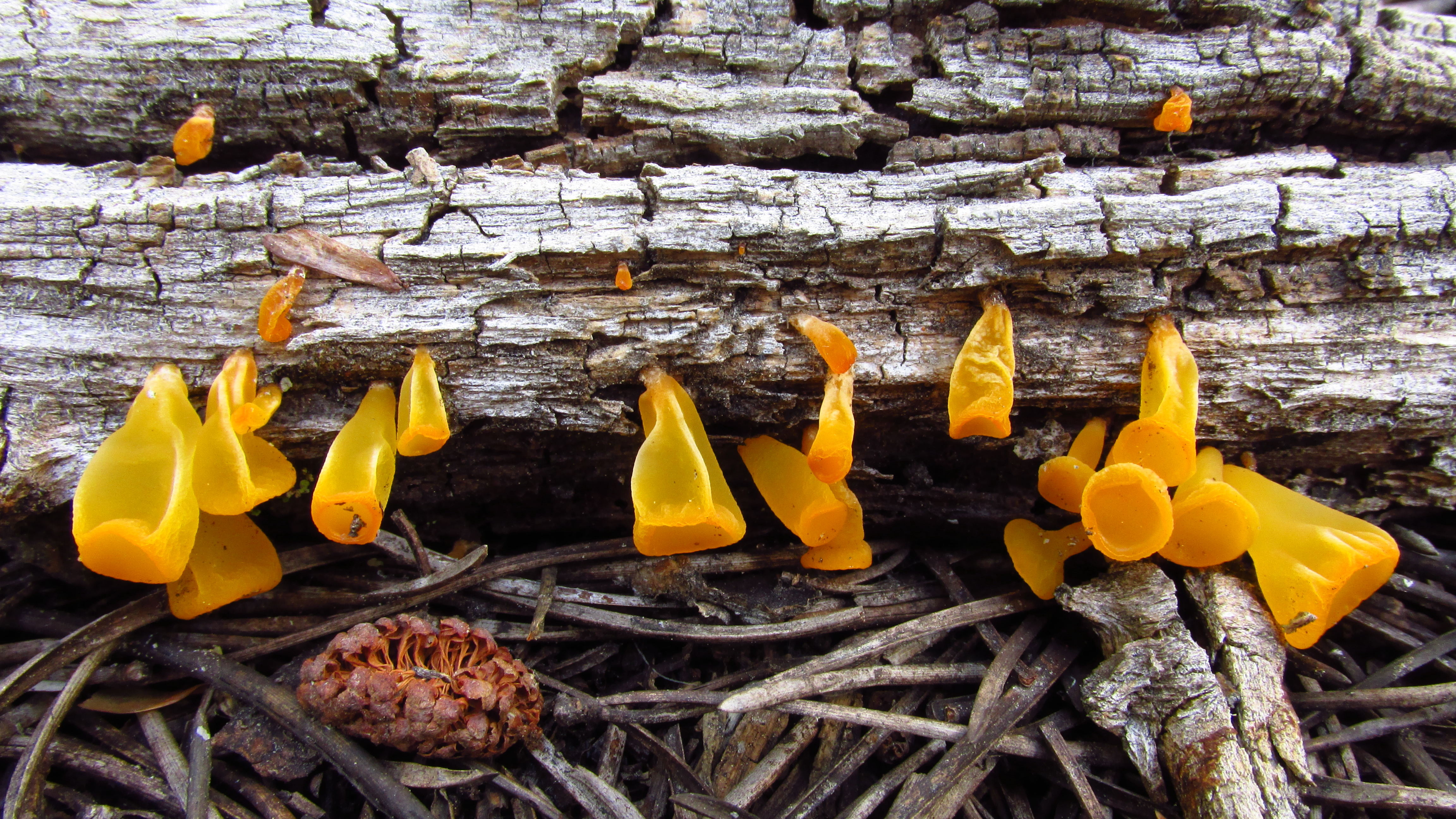
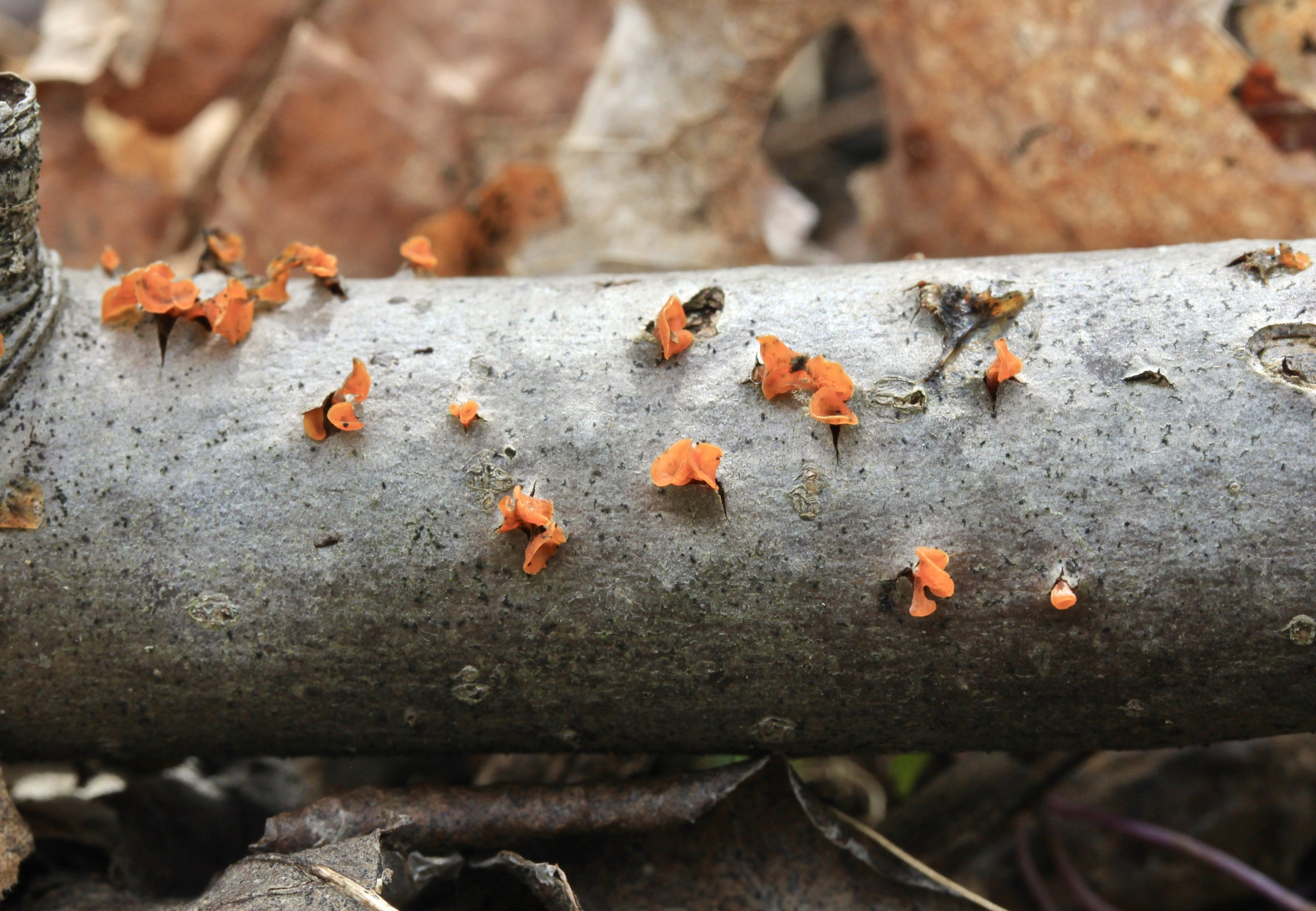
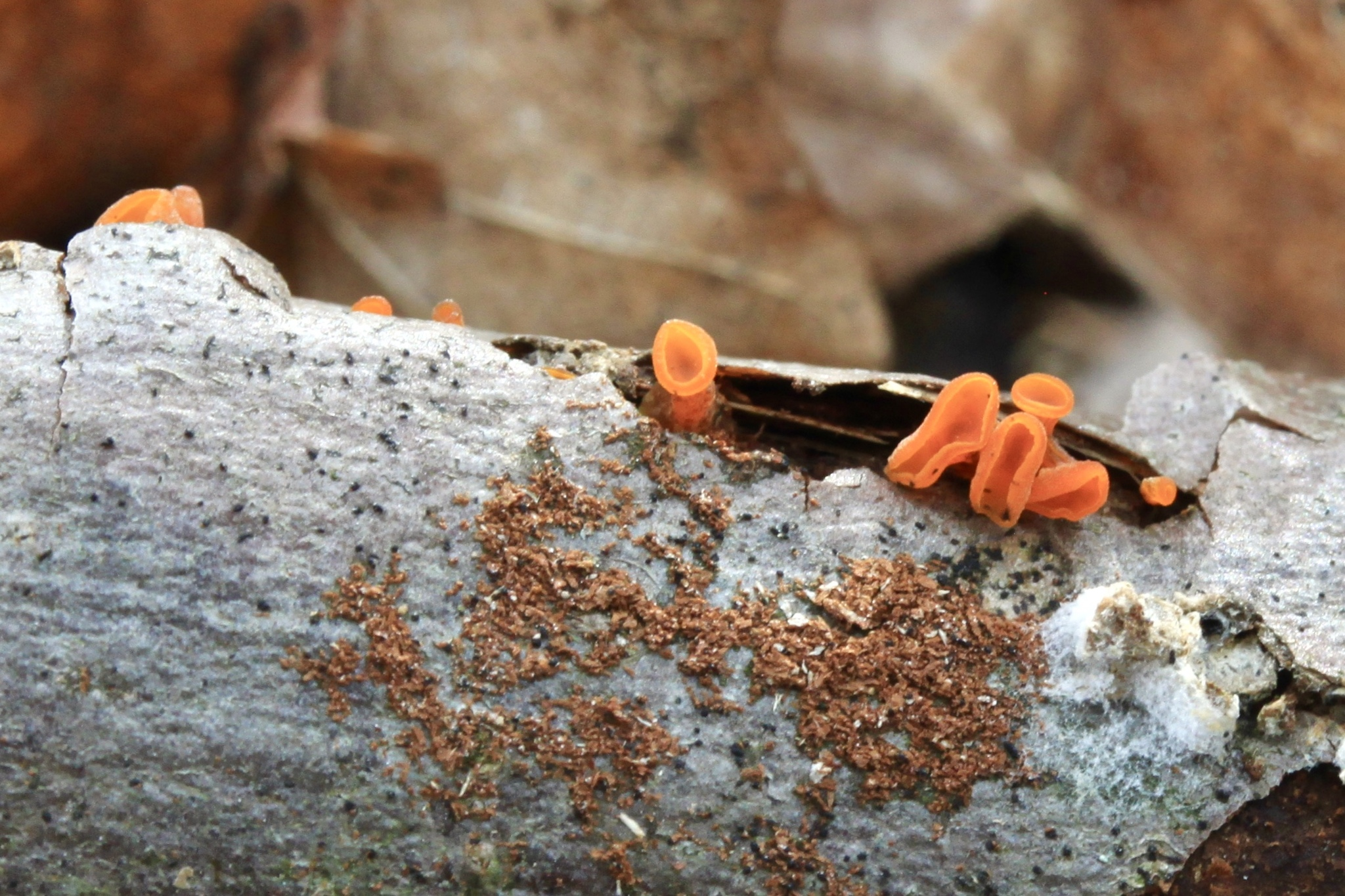

Nem ehető.    